# Harald von Koenigswald
Harald von Koenigswald (* 21. März 1906 in Karlsruhe; † 16. Oktober 1971 in Deidesheim) war ein deutscher Schriftsteller.

## Leben
Im Alter von 25 Jahren heiratete er 1931 die Malerin, Grafikerin und Illustratorin Helene Freiin von Falkenhausen (1900–1987), Tochter eines Landrats. Im September 1941 wurde in Potsdam, seit 1936 der Wohnort, ihr Sohn Wighart von Koenigswald geboren. Insgesamt hatten sie vier Kinder.
Koenigswald veröffentlichte in den 1930er Jahren Erzählungen, Essays und Romane. Er war u. a. mit Jochen Klepper, Reinhold Schneider und Werner Bergengruen befreundet. Er schrieb auch selbst in den monarchistischen Weißen Blättern, ebenso sein Schwiegervater Friedrich von Falkenhausen. Armin Mohler rechnet ihn in „Die Konservative Revolution“ zu den Personen, die er als „Preußen- und Ostmystiker dieser antidemokratischen Bewegung“ bezeichnet. Er hielt ebenso schon früh Briefkontakt mit dem dann 1945 enteigneten brandenburgischen Großgrundbesitzer Bodo Gottfried von der Marwitz.
Nach dem Krieg war er u. a. Herausgeber der „Kulturhefte“ des Sozialministeriums in Nordrhein-Westfalen zur ideellen Bestärkung der Heimatvertriebenen. Als Herausgeber verschiedener Tagebuchaufzeichnungen des Udo von Alvensleben-Wittenmoor hat er dessen bedeutende kunst- und zeitgeschichtliche Betrachtungen veröffentlicht. Seine Kommentierung der Aufzeichnungen unterscheidet sich allerdings von Alvenslebens kosmopolitischer Betrachtungsweise.

## Werke
- Eroica. Schriftenreihe des Nahen Ostens. Der Nahe Osten, Berlin 1931[5]
- Stirb und Werde. Aus den Briefen und Kriegstagebuchblättern des Leutnants Bernhard von der Marwitz. W. G. Korn, Breslau 1931
- Schicksalswende: Preussens Weg von Kolin bis Leuthen. Korn, Breslau 1932
- Revolution 1918, Wilhelm Gottlieb Korn, Breslau 1933
- Sickingens letzte Fehde, Leipzig 1934
- Potsdam: Zeugnis einer Idee, München 1936
- Pflicht und Glaube. Bildnis eines preußischen Lebens. Friedrich August Ludwig von der Marwitz, Leipzig 1936
- Das verwandelte Antlitz, Berlin 1938[6]
- Der König. Drei Episoden: Friedrich der Große. Berlin 1938
- Schatten des Ruhmes. Erzählungen, Berlin 1939
- Die heilige Elisabeth, Düsseldorf 1953
- Uns ruft ein Licht. Weihnachtserzählungen aus dem Osten, Berlin 1956
- Birger Forell: Leben und Wirken in den Jahren 1933–1958, Berlin 1962
- Die Gewaltlosen. Dichtung im Widerstand gegen den Nationalsozialismus, Herborn 1962
- Im roten Schatten. Alltag in Mitteldeutschland, München 1964
- Besinnung auf Preußen. Autorität und Freiheit. Gestern und Morgen, 1964 (Mit Hans-Joachim von Merkatz).
- Mitteldeutsches Bilderbuch, Berlin 1965
- Preußisches Lesebuch, 1966, 1970[7]
- als Hrsg. von Udo von Alvensleben-Wittenmoor (aus Tagebuchaufzeichnungen zusammengestellt): Besuche vor dem Untergang, Adelssitze zwischen Altmark und Masuren (Ullstein Verlag, 1968); Mauern im Strom der Zeit, Schlösser und Schicksale in Niederdeutschland (1969); Schlösser und Schicksale, Herrensitze und Burgen zwischen Donau und Rhein (1970) und Lauter Abschiede. Tagebuch im Kriege (1971)

## Belege
1. ↑  Ingrid von der Dollen: Malerinnen im 20. Jahrhundert. Bildkunst der „verschollenen Generation“. Geburtsjahrgänge 1890–1910. Hirmer, München 2000, S. 300. ISBN 3-7774-8700-7.
2. ↑  Maria Theodora Freifrau von dem Bottlenberg-Landsberg: Karl Ludwig Freiherr von und zu Guttenberg. 1902–1945. Ein Lebensbild. Lukas, Berlin 2003, S. 150–153. ISBN 3-931836-94-0.
3. ↑  H. v. K. unter B 209.6 in allen Auflagen des Buchs.
4. ↑  Stephan Malinowski: Vom König zum Führer. Sozialer Niedergang und politische Radikalisierung im deutschen Adel zwischen Kaiserreich und NS-Staat. Akademie-Verlag, Berlin 2003, S. 79. ISBN 3-05-003554-4.
5. ↑  Bezieht sich nicht auf Beethovens Sinfonie. Autor schreibt über Bernhard von der Marwitz und Götz von Seckendorff; der Verlagsname bezieht sich nicht auf die heute damit einzig bezeichnete Region östlich des Mittelmeers, sondern auf die unmittelbare Nachbarschaft Deutschlands im Osten, heute Ostmitteleuropa genannt.
6. ↑  Das Buch beschreibt Berlin vor den Abbrucharbeiten für die neue Hauptstadt Germania.
7. ↑  2. Auflage, Kritik, in: Sabine Wilke: Jahrbuch für die Geschichte Mittel-und Ostdeutschlands, Band 18, Hrsg. Historische Kommission zu Berlin, Wolfgang Neugebauer, Klaus Neitmann, Uwe Schaper, W. Büxenstein, Walter de Gruyter, Berlin 1970, S. 370 f. ISSN 0075-2614

| Personendaten    | Personendaten            |
| ---------------- | ------------------------ |
| NAME             | Koenigswald, Harald von  |
| KURZBESCHREIBUNG | deutscher Schriftsteller |
| GEBURTSDATUM     | 21. März 1906            |
| GEBURTSORT       | Karlsruhe                |
| STERBEDATUM      | 16. Oktober 1971         |
| STERBEORT        | Deidesheim               |